# Çitlibahçe, Hazro
Çitlibahçe là một xã thuộc huyện Hazro, tỉnh Diyarbakır, Thổ Nhĩ Kỳ. Dân số thời điểm năm 2008 là 475 người.